# Dystrykt Morafenobe
Morafenobe – dystrykt Madagaskaru z siedzibą w Morafenobe, wchodzący w skład regionu Melaky.

## Demografia
W 1993 roku dystrykt zamieszkiwało 16 078 osób. W 2011 liczbę jego mieszkańców oszacowano na 22 774.

## Podział administracyjny
W skład dystryktu wchodzą 3 gminy (kaominina):
- Andramy
- Beravina
- Morafenobe